# TWILIGHT ZONE
『TWILIGHT ZONE』（トワイライト・ゾーン）は、1977年3月25日に発売された吉田美奈子通算5作目のスタジオ・アルバム。

## 解説
RCA時代最後のアルバムである本作は、吉田がかねてからやりたいと望んできたソウル、ジャズ、ゴスペルに影響を受けたオリジナル作品を初めてのびのびとやることができたアルバムだった。自らが詞曲を手掛けたオリジナル曲は3曲のみにとどまった前作『FLAPPER』から一転、デビュー・アルバム『扉の冬』以来となる全曲吉田自身のオリジナルで、彼女のピアノを中心に据え、馴染みのメンバーによるリズム・セクションを軸に、レコーディングは行われた。
吉田の原盤制作会社「アルファ&アソシエイツ」との専属録音契約には枚数の契約はなかったが、アルファ&アソシエイツのディストリビューターであるRVCとの間には契約枚数が定められていた。そんな経緯から作られたのが本作だった。吉田は「もう一枚作ってほしいというのがあって、だったら適当に作るのではなく逆に、先にひっぱっていく想定ができるようなアルバムを、フルにオリジナルで作ろう、と思って作ったんです。私はピアノを弾きながら歌って、スタジオ・ライブのようにして録った…編成は違うけれど『扉の冬』と同じように。このアルバムが出た時、ジャズだとか言われたんですよね。ホーン・セクションを活用していたのだけれどホーンの人たち、すごく喜んでくれて、モードだ何だと難しいことを言ったりしていた。でも私としては“そうなの? ジャズなの?”って感じで。基本は変わっていないんだけれど、その歳相応の、その時の雰囲気というか想い描いていることを、ホーンや弦を入れて作っていったっていう…もとがシンプルだとその裏で、響きで色々な要素が加えられるんですよ」という。結果として自身のポジションを再決定し、それを外に向けてアピールすることにもなった作品となった。
また、本作で吉田と共同プロデュースを務めた山下達郎によれば全曲、レコーディング前に詞曲は完成していて、スコアもあって全てリハーサルをしてからスタジオ入りしたという。さらに、レコーディングでは歌も同時に一発録りされているので、実際にはスタジオ・ライブになっている。山下は「あれはほら、その時そうしようっていう話でそうしたんだけど、本当にあれはそれだけの効果が出ているわけ。ハーピストもブラス隊もその時全部一緒に録ってるから、そのスコアしなきゃなんないからそれの緊張感もあるし、それでやっぱり空間構成でさ、そういう音が出てるんだよね」という。そして本作の制作理由を「元々、吉田美奈子っていう人は、僕に言わせると一種の天才肌の人なんですよね。で、天才肌の人っていうのは人の介入を本質的に受け入れないっていうところがあるの。フル・オーケストラでやろうが一人っきりでやろうが全く同じ世界が出現するの。美奈子って基本的に、ピアノで自分で作った世界ですべて完結してるから、これ以外何も要らないの。だけど商品のためにそれじゃいけないって考える奴がいるから、あるときは土岐になってあるときはポンタになったりするだけで、そういうとこでは至極普通のレコードを作ってると。だから僕が考えるのは『フラッパー』っていうのは違うと思う。そのことは美奈子に言ったけども、絶対にこの路線は間違ってると、そういうんじゃなくて内省的な音楽って、人は売れるとか売れないとかいろんなことを言うけど、絶対それが精神衛生上健全なことなんだから、それを長くやってた方が絶対に最終的にはプラスになると思う、ってその時に僕は言ってたんだよね。それでやったのが『トワイライト・ゾーン』っていうアルバムで、僕はそれは今でも間違ってないと思う」と話している。
「恋は流星 SHOOTING STAR OF LOVE」はシングルで同日リリースされたが、7分近いアルバム・ヴァージョンをA、B面にそれぞれ“Part I”“Part II”と分けて収録され、両面ともアルバム未収録の別テイク、別アレンジとなっている。また、「Uptown」はライブ・レコーディングに後からホーン・セクションをオーバー・ダビングするという手法がとられたライブ・アルバム『IN MOTION』にも収録された。

## アートワーク、パッケージ
アルバムの帯には以下のキャッチコピーが記載されている。

## 収録曲

### Side 1
1. Twilight Zone (Overture)  –  (1:41)
2. 恋 LOVE  –  (8:01)
3. 駆けてきたたそがれ RUNNER  –  (4:20)
4. メロディー MELODY  –  (6:10)
5. 恋は流星 SHOOTING STAR OF LOVE  –  (6:46)

### Side 2
1. Uptown  –  (3:50)
2. Raspberry Slope  –  (3:26)
3. さよなら SAY JUST GOOD-BY  –  (6:18)
4. Twilight Zone  –  (7:46)

## クレジット

### RHYTHM
| Minako Yoshida – Piano, Electric Piano, Percussion & Background Vocals                |
| Shuichi Murakami – Drums                                                              |
| Kenji Takamizu – Bass                                                                 |
| Kenji Omura – Electric Guitar                                                         |
| Tsunehide Matsuki – Electric Guitar & Acoustic Guitar                                 |
| Motoya Hamaguchi – Percussion                                                         |
| +                                                                                     |
| Haruomi Hosono – Gut Guitar                                                           |
| Tatsuro Yamashita – Vibe, Percussion & Background Vocals                              |
| Hiroshi Sato – Hammond Organ                                                          |
| Shunsuke Miyazumi – Hammond Organ                                                     |
| Kazuo Shiina – Violin                                                                 |
|                                                                                       |
| HORNS & WOODWINDS                                                                     |
| Kenji Nakazawa – Trumpet & Flugel Horn                                                |
| Masakatu Ohara – Trumpet                                                              |
| Shigeharu Mukai – Trombone                                                            |
| Tadanori Konakawa – Trombone                                                          |
| Hiroshi Okazaki – Alto Sax                                                            |
| Kosuke Ichihara – Tenor Sax                                                           |
| Shunzo Sunahara – Baritone Sax                                                        |
|                                                                                       |
| Masami Nakagawa – Flute                                                               |
| Keiko Yamakawa – Harp                                                                 |
|                                                                                       |
| STRINGS                                                                               |
| Hisaichi Fujimoto – Conductor                                                         |
| Saburo Ueki – Session Leader                                                          |
|                                                                                       |
|                                                                                       |
| Hiroshi Okazaki – Alto Sax Solo on “Shooting Star of Love” “Uptown” & “Twilight Zone” |
| Kenji Nakazawa – Flugel Horn Solo on “Love” & Trumpet Solo on “Shooting Star of Love” |
| Shigeharu Mukai – Trombone Solo on “Shooting Star of Love” & “Say Just Good-bye”      |
| Shuichi Murakami – Exciting Double Drums on “Shooting Star of Love”                   |
| Kenji Ohmura – Electric Guitar Solo on “Melody” & “Say Just Good-bye”                 |
| Tsunehide Matsuki – Electric Guitar Solo on “Runner”                                  |
| Kazuo Shiina – Violin Solo on “Love”                                                  |
| Hiroshi Sato – Hammond Organ Solo on “Melody”                                         |
|                                                                                       |

### スタッフ
| Produced by Minako Yoshida & Tatsuro Yamashita                           |
|                                                                          |
| RECORDING STAFF                                                          |
| Basic Rhythm Track Arrangement by Minako Yoshida                         |
| Orchestrated by Tatsuro Yamashita                                        |
| Director Shunsuke Miyazumi                                               |
| Recorded & Re-mix Engineered Tamotsu Yoshida                             |
| Mastering Engineer Shizuo Nomiyama                                       |
| Assistant Engineer Yasuhiko Terada                                       |
| Art Director Kenkichi Sato                                               |
| Photographer Koichi Miyazaki                                             |
| Musician Co-ordinator Koji Kimura                                        |
|                                                                          |
| Rhythm & Strings Recorded at Mouri Studio, Meguro, Tokyo                 |
| Vocals & Other Instruments Recorded at Studio A, Shibaura, Tokyo         |
| Re-mixed at RCA Studio, Shibuya, Tokyo                                   |
| from February 1st to 22nd, 1977                                          |
|                                                                          |
| Special Thanks to Magnesium (My Cat!), Akiko Takahashi & City's Midnight |
|                                                                          |
| All Songs Written by Minako Yoshida                                      |
| ©1977 Alfa Music Ltd.                                                    |

## CD:MHC7 30005 (TAMOTSU YOSHIDA REMASTERING)

### 解説
2014年、本作のレコーディングを担当したミキサー吉田保が、かつて手掛けたアーティストを中心に、自らがリマスタリングを手掛けた「吉田保リマスタリング・シリーズ」の第1弾リリース13タイトルの一枚としてリイシューされた。

### 収録曲
1. Twilight Zone (Overture)
2. 恋 LOVE
3. 駆けてきたたそがれ RUNNER
4. メロディー  –  MELODY
5. 恋は流星 SHOOTING STAR OF LOVE
6. Uptown
7. Raspberry Slope
8. さよなら SAY JUST GOOD-BY
9. Twilight Zone

### スタッフ
| [Reissue Staff] |
| Remastered by Tamotsu Yoshida                                                                                      |
| A&R Director : Hiroshi Fujiyoshi (SMDR) A&R Coordination : Shigeru Takise (SMDR)                                   |
| Art Direction & Design : Ikuma Uehara (SMC) Product Coordination : Yuko Mori, Eiichiro Ohshima, Yuki Kaihori (SMC) |
| Web Promotion : Masami Adachi, Hiroyuki Ayusawa, Yuka Yano (SMDR)                                                  |
| Sales Planner : Keisuke Ikuta, Yuya Kouno, Hiroyo Kihara (SMM)                                                     |

| Thanks to | Kisaku Nasu (Tower Records Japan Inc.), Akihiro Takeda (Stereo Sound), Hiroyuki Shiotsuki, Shizuka Tsuchiya (Sony Music Studios Tokyo), Daitetsu Kuroki (SMM) |